# バルムッチア
バルムッチア（伊: Balmuccia）は、イタリア共和国ピエモンテ州ヴェルチェッリ県にある、人口約100人の基礎自治体（コムーネ）。

## 地理

### 位置・広がり
| 隣接するコムーネは以下の通り。 - ボッチョレート - クラヴァリアーナ - ロッサ - スコーパ - ヴォッカ |